# Nasum (band)
Nasum was een Zweedse grindcoreband die de afgelopen jaren een grote rol heeft gespeeld in deze scene.
De band begon als een duo: Rikard Alriksson (zang, drums) en Anders Jakobsen (gitaar). Na enkele veranderingen in de line-up werd het een viertal, door de komst van Urban Skytt (gitaar) en Jon Lindqvist (basgitaar). Voor Jon Lindqvist heeft de groep Jesper Liveröd gekend, als bassist tijdens de Inhale/Exhale - Helvete periode.
De band heeft veel muziek uitgegeven, maar slechts vier volledige studie-albums. 
Alle vier de albums werden goed ontvangen door de pers en het publiek. Een grote invloed op Nasum was de UK hardcore punk groep Discharge.
In de tsunami van 2004 overleed Talarczyk, en daarmee stopte ook de band. Een tijd later heeft Anders Jakobsen een compilatie uitgebracht met alle opgenomen nummers uit het bestaan van Nasum die niet op een van de vier full-lengths verschenen. Dit is inclusief de Japanse bonustracks. Met een totaal van 152 nummers is de dubbel-cd Grind Finale in 2006 op de markt gekomen.
Nasum had een enorme impact op de Grindcore/Hardcore scene. De groep beïnvloedde buiten de brede punk en metal scene ook andere groepen, zelfs Free Jazz en Experimental muziek.
Na de tragische dood van Mieszko ging de groep ten onder met stijl, en de bandleden bleven actief: Anders Jakobsen startte een nieuw project genaamd Coldworker; Jon Lindqvist ging door met Hardcore/Thrash/Grindcore band Sayyadina en Hardcore/Crust groep Victims; Urban Skytt bleef materiaal schrijven voor Regurgitate; de voormalige bassist Jesper Liveröd speelt nog altijd in Burst. De andere projecten van Mieszko Talarczyk Krigshot en Genocide SS werden stopgezet, net als Nasum.

## Discografie
- "Blind World", split-7"-ep with Agathocles (Poserslaughter)
- Really Fast vol 9, comp.-lp (Really Fast)
- Grindwork, comp MCD (Grindwork Productions)
- "Smile When You're Dead", split-7"-ep with Psycho (Ax/ction)
- "Domedagen", demo (zelf uitgebracht)
- "Industrislaven", MCD (Poserslaughter)
- "World In Turmoil", 7" (Blurred)
- "The Black Illusions", split 7" ep met Abstain (Yellow Dog)
- Regressive Hostility, comp.-cd (Hostile Regression)
- In Defense of Our Future - A Tribute to Discharge, lp/cd (Distortion)
- "Inhale/Exhale", cd (Relapse)
- "Inhale/Exhale", lp (Distorion/Relapse)
- Untitled 7" - bonus with "Inhale/Exhale" lp (Distorion/Relapse)
- Contaminated, comp.-cd (Relapse)
- "The Nasum Campaign", split-7"-ep with Warhate (Relapse)
- Relapse Winter 2000 sample, promo-comp.-cd (Relapse)
- "Human 2.0", cd (Relapse)
- "Human 2.0", lp (Distortion/Relapse)
- "Human 2.01", cd (Ritual/Howling Bull) - Japan edition
- "The Bloodbath is Coming", comp.-7"-ep (Putrid Filth Conspiracy)
- Ongetitelde split-7"-ep met Asterisk* (Black Mask Collective/Busted Heads/Putrid Filth)
- Requiems of Revulsion - A Tribute to Carcass, comp.-cd (Death Vomit)
- Ongetitelde split-7"-ep met Skitsystem (No Tolerance)
- Polar Grinder, comp.-lp (Putrid Filth/Manufactured cR)
- Collapsed, comp.-cd (Ritual/Howling Bull)
- "Helvete", lp/cd (Relapse)
- "Helvete", cd (Ritual/Howling Bull) - Japan edition
- "Shift", cd (Burning Heart) - World edition
- "Shift", cd (Relapse) - US edition
- "Shift", cd (Ritual/Howling Bull) - Japan edition
- "Shift", lp (No Tolerance/Burning Heart)
- "Helvete", lp (Vinyl Maniacs/GMR) - picture disc
- "Human 2.0", lp (Vinyl Maniacs/GMR) - picture disc
- "Inhale/Exhale", lp (Vinyl Maniacs/GMR) - picture disc
- "Grind Finale", dubbel-cd (Relapse)
- "Doombringer", lp (Relapse)
- "Doombringer", cd (Relapse)
- "SOS Japan - Grind Kaijyu Attack!" - split-12"-picture-disc met Napalm Death (FETO)